# 食琼脂菌属
食琼脂菌属（学名：Agarivorans）也称噬琼胶菌属，是交替单胞菌科下的一属。此属的物种是革兰氏阴性，严格好氧、不形成孢子且嗜温的杆状细菌。此属的物种用单极鞭毛运动。此属的模式种是白色食琼脂菌（Agarivorans albus）。

## 词源
Agarivorans这个名称源自于新拉丁语中性名词“agarum”，表示琼脂和拉丁语分词形容词“vorans”，表示吞噬；。新拉丁语阳性名词（新拉丁语阳性分词形容词被用作名词）“agarivorans”，表示吞噬琼脂的。

## 下属物种
本属包括以下物种：
- 潮滩食琼脂菌 Agarivorans aestuarii Kim et al. 2016
- 白色食琼脂菌 Agarivorans albus Kurahashi and Yokota 2004，也称白色噬琼胶菌
- 苍黄食琼脂菌 Agarivorans gilvus Du et al. 2011，也称淡黄色噬琼胶菌
- 海岸食琼脂菌 Agarivorans litoreus Park et al. 2015，也称海边噬琼胶菌